# Anna Morris
Anna Morris (Cardiff, 13 de junio de 1995) es una deportista británica que compite en ciclismo en las modalidades de pista y ruta.
Participó en los Juegos Olímpicos de París 2024, obteniendo una medalla de bronce en la prueba de persecución por equipos (junto con Elinor Barker, Josie Knight y Jessica Roberts).
Ganó cuatro medallas en el Campeonato Mundial de Ciclismo en Pista entre los años 2022 y 2024, y cinco medallas en el Campeonato Europeo de Ciclismo en Pista, en los años 2023 y 2025.

## Medallero internacional
| Juegos Olímpicos   | Juegos Olímpicos         | Juegos Olímpicos  | Juegos Olímpicos        |
| Año                | Lugar                    | Medalla           | Competición             |
| ------------------ | ------------------------ | ----------------- | ----------------------- |
| 2024               | París (Francia)          | Medalla de bronce | Persecución por equipos |
| Campeonato Mundial |                          |                   |                         |
| Año                | Lugar                    | Medalla           | Competición             |
| 2022               | Saint-Quentin (Francia)  | Medalla de plata  | Persecución por equipos |
| 2023               | Glasgow (Reino Unido)    | Medalla de oro    | Persecución por equipos |
| 2024               | Ballerup (Dinamarca)     | Medalla de oro    | Persecución individual  |
| 2024               | Ballerup (Dinamarca)     | Medalla de oro    | Persecución por equipos |
| Campeonato Europeo |                          |                   |                         |
| Año                | Lugar                    | Medalla           | Competición             |
| 2023               | Grenchen (Suiza)         | Medalla de oro    | Persecución por equipos |
| 2024               | Apeldoorn (Países Bajos) | Medalla de plata  | Persecución por equipos |
| 2024               | Apeldoorn (Países Bajos) | Medalla de bronce | Persecución individual  |
| 2025               | Heusden-Zolder (Bélgica) | Medalla de oro    | Persecución individual  |
| 2025               | Heusden-Zolder (Bélgica) | Medalla de bronce | Persecución por equipos |